# Apaustis pallium
Apaustis pallium là một loài bướm đêm trong họ Noctuidae.